# Palacio consistorial del XVIII Distrito de París
El palacio consistorial del XVIII Distrito de París es el edificio que alberga los servicios municipales del XVIII Distrito de París, Francia y se encuentra en la plaza Jules-Joffrin.

## Historia

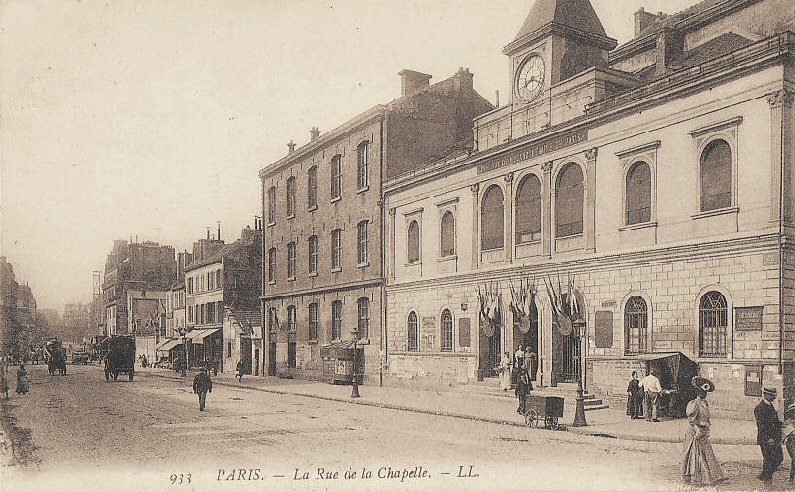
Antiguo ayuntamiento de La Chapelle, rue de la Chapelle (ahora rue Marx-Dormoy).

Antes de la creación del XVIII Distrito en 1860 con la anexión a la capital de los municipios que rodean París, el consistorio del municipio de La Chapelle se ubicaba a partir de 1790 en la rue de la Chapelle, de 1834 a 1845 en la rue du Bon-Puits, actualmente rue de Torcy, de 1845 a 1860 en la esquina de las actuales rue Marx-Dormoy y rue Doudeauville, en un edificio demolido en 1906 para construir una escuela.
El primer ayuntamiento del XVIII Distrito está ubicado en el antiguo ayuntamiento de la comuna de Montmartre, ubicado en la Place des Abbesses, inaugurado por Claude-Philibert Barthelot de Rambuteau en 1836.
El edificio actual fue diseñado por el arquitecto Marcellin Varcollier, construido entre 1888 y 1892, y terminado por Léon Salleron en 1905. Este fue destruido y en su lugar se construyó la plaza Jehan-Rictus.
Tenía un ala trasera con puertas dedicadas en cada extremo, una al este en el 31 de la rue Hermel para el Juzgado de Paz y la otra al oeste en el 72 de la rue du Mont-Cenis para la biblioteca municipal.
Durante la Ocupación, en el allanamiento del Vélodrome d'Hiver en julio de 1942, se instaló un centro de reunión judío en una sala del ayuntamiento. estando allí Joseph Weismann.